# Grýla (folktro)

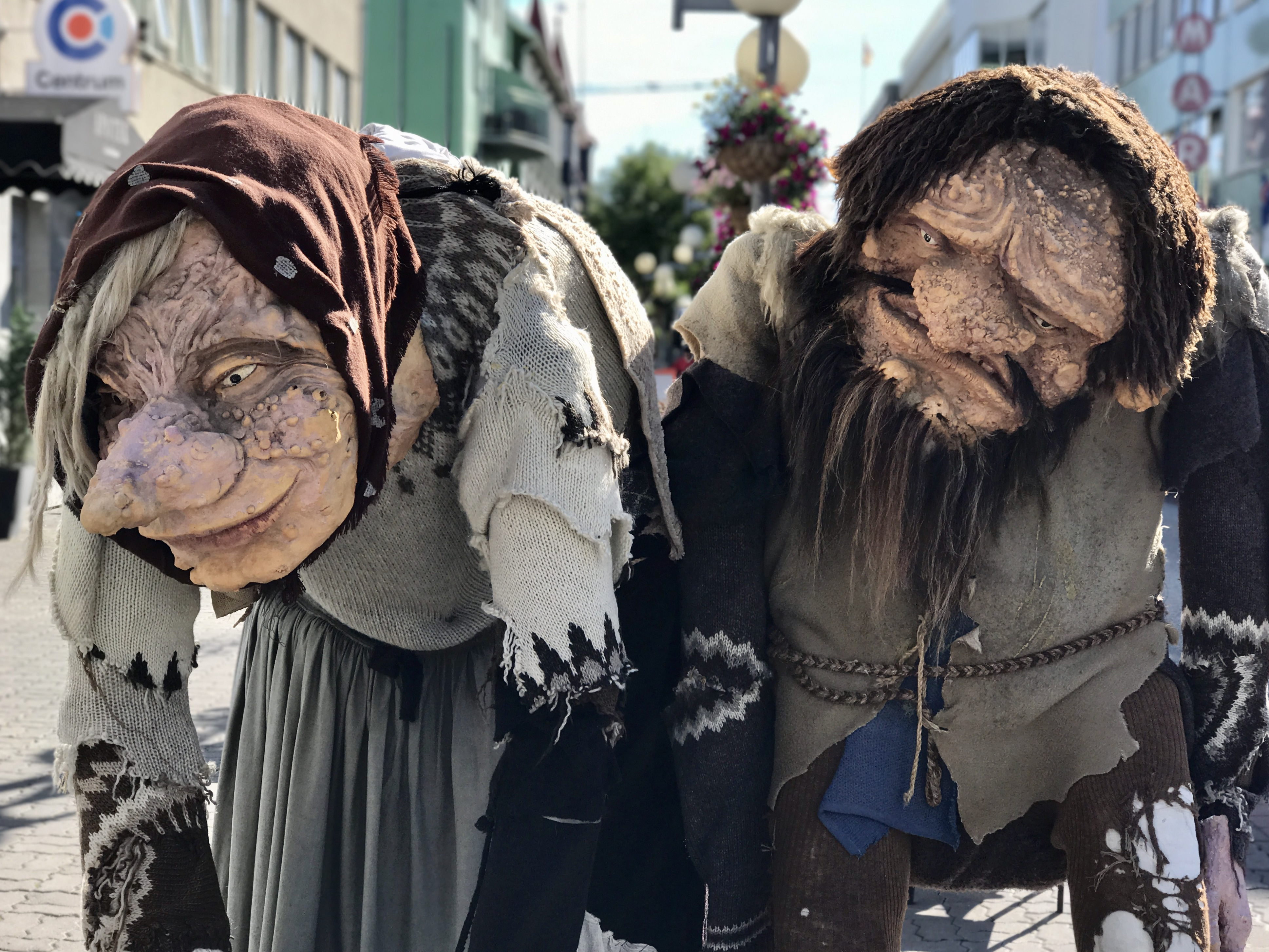
Grýla och Leppaluði i Akureyri 2017.

Grýla är i isländsk folklore en elak trollpacka som man har brukat skrämma barn med. Som troll är hon människoätare, och Grýlas stapelföda är olydiga barn. Vid jultid brukar hon, sägs det, komma ner från bergen där hon bor för att i stora säckar samla in ett matförråd. Men hon tar bara bråkiga barn; över de välartade har hon ingen makt. Därför gäller det för isländska barn att hålla sig i skinnet under julförberedelserna.

## Kvädena om Grýla och hennes familj
Det finns ett stort antal barndikter, så kallade ”Grýlakväden” (Grýlukvæði), som handlar om Grýla. Ett fragment av en sådan dikt finns i Sturlungasagan, men de flesta nedtecknades på 1800-talet.
Dikterna ger ingen helt samstämmig bild av hennes utseende – mer än att hon tycks vara lätt att känna igen. Hon sägs ha flera huvuden och ögon både fram och bak. Hon är utrustad med gethorn, skägg, hovar och svansar. Två gånger lär hon ha varit gift, men då hon tröttnade på sina makar åt hon upp dem. Hennes tredje och nuvarande man heter Leppalúði. Han är lika elak som hon, men så lat att han knappast gör någon skada.
Grýla sägs ha otaliga barn. Flera ramsor med namn på dessa avkommor finns i kvädena. De mest kända av hennes söner är de så kallade ”julsvennerna” (jólasveinar), som deltar i det isländska julfirandet. Deras antal har varierat genom tiderna, men de är numera tretton – alltså lika många som juldagarna – och tretton dagar före jul brukar de också dyka upp, en för varje dag. Sedan kommer de tillbaka för att försvinna för gott på trettondagen.
Grýla intar en framträdande plats i isländskt julfirande, men någon skrämselfigur är hon inte längre. Moderna bilder visar dessutom att hon har tappat alla sina huvuden utom ett. Hennes husdjur sägs vara den människoätande julkatten (jólakötturinn).

## Historia
I de till Snorres Edda bifogade namntulorna nämns Grýla både som trollkvinna och räv, sannolikt för att man har skrämt barn med både troll och rävar. Grýla nämns också i två strofer i den i Sturlungasagan ingående Íslendinga saga. Stroferna kan dateras till åren 1221 och 1228, och den första av dem innehåller den äldsta beskrivningen av Grýla:
Hér ferr Grýla
í garð ofan
ok hefr á sér
hala fimtán.
I översättning: ”Här kommer Grýla ner till gården, och femton svansar har hon på sig.” Det är hövdingen Loptr Pálsson som kväder denna strof när han med stort följe rider ner för att överfalla gården Breiðabólstaðir år 1221. Hövdingen liknar alltså sig själv vid en trollpacka, men det intressanta är att han kanske bara citerar en för honom välkänd barnramsa. Ramsan finns i så fall bevarad i flera senare uppteckningar, men vi vet förstås inte om den såg likadan ut på 1200-talet. Om den gjorde det, så kan den ha haft följande fortsättning:
en á hverjum hala hundrað belgi,
en í hverjum belgi börn tuttugu
Det vill säga ”på varje svans bär hon hundra säckar, och i varje säck tjugo barn”. I ett liknande kväde med lyckligt slut befrias dock barnen av ”lilla Valka” som med sax klipper upp säckarna.
Att Loptr Pálsson kom att tänka på Grýla beror säkert på att en av hans huvudmotståndare bar namnet Steingrímr Skinngrýluson – han var alltså son till en Skinn-Grýla. Just namnet ”Skinn-Grýla” (som rimligen har varit ett tillnamn) kan enligt folkloristen Terry Gunnell antyda en möjlig förklaring till Grýla-gestalten. Kanske fanns på Island ännu på 1200-talet kvar rester av hedniska julspel, eller upptåg, där utklädda eller maskerade personer iförda horn och djurhudar drog ner till gårdarna som grýla – eller kanske som ett beridet följe av grýlur påminnande om Staffansritten. Omvandlingen av Grýla till en skrämselgestalt för barn, liksom barndikterna (grýlukvæði), skulle i så fall vara en sekundär företeelse.

## Namnet
Grýla betyder ”en skrämma”, det vill säga något som skrämmer, eller används eller syftar till att skrämma någon. Ordet är besläktat med danskans gru (som i grusom), liksom med medelhögtyskt grîuwel och nyhögtyskt Greuel.
Ordet kan också betyda ”ett skrämmande (eller vördnadsbjudande) varsel”. I första delen av Sverres saga, som skrevs av Karl Jónsson, framställs den blivande kung Sverre som utvald av högre makter. Drömmar varslar om hans kommande makt och visar att både Gud och Sankt Olof står bakom honom. På ett nästan övernaturligt sätt besegrar Sverre naturkrafter och övermäktiga fiender. Därför kallas denna del för Grýla – står det i prologen till Sverres saga – eftersom den berättar om Sverres växande makt och ”varslar om större ting”.

## Övrigt
Det finns ett tjugotal platser på Island med namnet Grýla. En av de mest kända är gejsern Grýla i Hveragerði i Árnessýsla, Suðurland.